# Dawid Tomaszewski
Dawid Tomaszewski (ur. 21 listopada 1979 w Gdańsku) – polsko-niemiecki projektant mody, na co dzień mieszkający i pracujący w Berlinie.
Projekty Tomaszewskiego charakteryzuje puryzm, ekstrawagancja oraz dbałość o szczegóły. Inspirację do awangardowych wzorów projektant czerpie z zamiłowania do sztuki, architektury i muzyki. Jego kolekcje prezentowane są w magazynach, takich jak „Vogue”, „Interview”, „L’Officiel”, „Elle”, „Bazaar”, „InStyle” czy „Vanity Fair”, a także podczas międzynarodowych tygodni mody.

## Życiorys
Studiował na kierunku „Fashion Design” na London College of Fashion (w latach 1999-2001), jednak nie ukończył szkoły. Podczas studiów odbył staż u Sonii Rykiel i Alexis Mabille. Studiował także na Akademii Sztuk w Berlinie (2001–2004) i historię sztuki na Akademii Sztuk Pięknych w Poznaniu (2004–2005). 
W 2008 wziął udział w projekcie Next Fashion Talent i został finalistą konkursu Designer for Tomorrow, a także zaprojektował kolekcję dla firmy Reebok, torbę dla Design Hotels (prezentowaną następnie na London Fashion Week) oraz wydał koszulkę, którą zaprojektował dla marki odzieżowej Hallhuber. W 2009 za swoją pierwszą autorską kolekcję mody otrzymał nagrodę Young Designer, która jest przyznawana obiecującym, młodym projektantom. W tym samym roku rozpoczął współpracę z marką Comme des Garςons oraz został asystentem japońskiej projektantki Rei Kawakubo. W 2010 po raz pierwszy wziął udział w berlińskim tygodniu mody (Mercedes Benz Fashion Week), na którym otrzymał nagrodę młodych projektantów za swoją pierwszą kolekcję sygnowaną własnym nazwiskiem. Największy rozgłos przyniosła mu wiosenno-letnia kolekcja Torques Elipses, którą zaprezentował na Berlin Fashion Week 2011.
W kreacjach Tomaszewskiego pojawiały się publicznie znane osoby ze świata mody, sztuki i mediów, m.in. Iris Berben, Bettina Zimmermann, Eva Padberg, Karolína Kurková, Bibiana Beglau, Sibel Kekilli czy Jessica Schwarz.

## Kolekcje
- Wiosna-Lato 2010 “REFLECTION”
- Jesień-Zima 2010/11 “CREPSCULAR MAZE”
- Wiosna-Lato 2011 „TORQUED ELLIPSES”
- Jesień-Zima 2011/12 „KALEIDOSCOPE”
- Wiosna-Lato 2012 „VANITAS FLOWERS”
- Jesień-Zima 2012/13 „APOCALYPSE”
- Wiosna-Lato 2013 „METAMORPHOSIS”[3]
- Jesień-Zima 2013/14 „HANGING TREES”
- Wiosna-Lato 2014 „LITHIUM”
- Jesień-Zima 2014/15 „HEAVENLY BODIES”

### Współpraca
- 2010-2013 – współpraca z SWAROVSKI ELEMENTS
- 2011-2013 – współpraca z AUSTERMANN
- 2011 – stworzenie pierwszej kolekcji z jedną z najstarszych marek obuwia – PETER KAISER
- od 2012 – współpraca z TANAH RHEA
- 2012-2013 – współpraca z TRÈS BONJOUR
- od 2012 – współpraca z ROECKL
- 2013 – współpraca z LUNETTES
- 2013 – współpraca z APERLAI
- 2014 – współpraca z MAJORIE RENNER

## Nagrody i wyróżnienia
- 2005 – Laureat konkursu „Złota Kredka”, Łódź
- 2008 – Finalista „Designer For Tomorrow”, Berlin
- 2009 – Laureat „Premium Young Designer Award”, Berlin
- 2011 – Laureat honorowej „Złotej Nitki”, Łódź
- 2013 – nominacja w konkursie dla projektantów „Woolmark”